# Massís de Comalestorres
El Massís de Comalestorres és un massís que es troba en el terme municipal de la Vall de Boí, a l'Alta Ribagorça, i dins el Parc Nacional d'Aigüestortes i Estany de Sant Maurici.
La seva cresta discorre de nord-oest a sud-est, separant el septentrional Barranc de Comalestorres de la Capçalera de Caldes, del meridional Barranc de Comaloforno de la riba dreta de la Ribera de Caldes. El Comaloforno (3.029,2 m), punt d'intersecció amb el Massís del Besiberri i sostre del massís, és l'extrem nord-occidental de la cresta. Cap al sud-est trobem el Portell de Comaloforno (2.761 m) i el Pic de Comalestorres (2.811,9 m). El massís continua davallant cap a la Presa de Cavallers.